# Гонзага (Италия)
Гонза́га (итал. Gonzaga) — коммуна в Италии, располагается в регионе Ломбардия, подчиняется административному центру Мантуя.
Население составляет 8591 человек (на 2004 г.), плотность населения составляет 164 чел./км². Занимает площадь 49 км². Почтовый индекс — 46023. Телефонный код — 0376.
В коммуне 8 сентября особо празднуется Рождество Пресвятой Богородицы. Покровителем коммуны почитается святой Бенедикт Нурсийский.
Соседние коммуны: Луццара, Молья, Пегоньяга, Реджоло, Судзара.